# Harpster (Ohio)
Pour l’article homonyme, voir Harpster.
Harpster est un village américain situé dans le comté de Wyandot, dans l'Ohio. Selon le recensement de 2010, sa population est de 204 habitants.